# 本瀧寺
本瀧寺（ほんたきじ）は、大阪府豊能郡能勢町にある妙見宗総本山の仏教寺院。山号は「能勢妙見山」。
妙見山の中腹にあり、寺紋も山頂の日蓮宗能勢妙見山（無漏山真如寺境外仏堂能勢妙見山）と酷似しているが、まったく無関係の天台宗系修験道の寺院である。

## 歴史・概要
1921年（大正10年）、天台修験道の僧侶野間日照上人が古くからの行場である本瀧の地に天台系修験道の寺院を建立した。当時、新たな寺院を建立する許可を取ることは難しかったため、奈良にあった天台宗修験道の寺院「薫香院」の名義を移転させる形での建立だった。
1926年（大正15年/昭和元年）に「本瀧寺」への改称を経て、現在の寺号となる。1946年（昭和21年）にはそれまでの天台宗から独立し、新宗派として「妙見宗」を創立して妙見宗の総本山となり、教線を拡大していく。
本尊
本尊は釈迦如来、脇本尊として妙見大菩薩（みょうけんだいぼさつ）と常富大菩薩（つねとみだいぼさつ）。
能勢の本瀧
奈良時代、妙見山北部中腹にある滝が行基により拓かれ、為楽山の水行場として使われるようになり、「行儀の滝」（現在の能勢の本瀧）と呼ばれるようになったと伝えられる。
野間日照上人は、かつて能勢妙見堂のお堂の一つであった常富堂を改修する形で堂宇を建立し、それが現在の本瀧寺の基礎となった。寺の名前の由来にもなった能勢の本瀧は境内の南東奥にあり、江戸時代以前は妙見瀧や妙見山瀧と呼ばれていた。
正面に石の大鳥居があり、青銅の竜の口からは湧き水が落下している。本瀧寺が建立される以前は、能勢妙見堂への寄進として1842年（天保12年）に丹波の日の出講の発願で法華経の一字一石が滝壺に埋められるなど行場としての歴史は古く、滝周辺や本瀧寺と山頂の間の参道周辺には多くの石仏が祀られている。また、天理教教祖中山みきや本門仏立宗開祖長松清風、将棋棋士の坂田三吉も、本瀧で修行したと伝えられる。

## バイクと本瀧寺
副住職兄弟がハーレーダビッドソンの愛好家であることがバイク雑誌などでバイクの愛好家に広まった結果、現在ではバイクの愛好家が集まり、参拝やバイク祈祷をする寺院としても有名となっている。そのため、「バイク寺」のステッカーを用意して愛好家に配布する、守護鈴（ガーディアンベル）を頒布するなどしている。また、週末や月曜日には境内の眺望の良い場所を使ってカフェが営業し、ライダーや参拝者の便宜を図っている。